# Eyguières
Eyguières település Franciaországban, Bouches-du-Rhône megyében. Lakosainak száma 6915 fő (2022. január 1.). Eyguières Aureille, Eygalières, Lamanon, Orgon, Saint-Martin-de-Crau, Salon-de-Provence és Sénas községekkel határos.

## Népesség
A település népességének változása:
| Lakosok száma | 2742 | 4171 | 4481 | 6285 | 6724 | 6996 | 7008 | 6844 | 6854 | 6915 |
|               | 1968 | 1982 | 1990 | 2006 | 2013 | 2015 | 2017 | 2019 | 2020 | 2022 |